# Egon Klepsch
Egon Alfred Klepsch (Děčín, Checoslovaquia, actual República Checa, 30 de enero de 1930 - Coblenza, 18 de septiembre de 2010) fue un político alemán.

## Vida política
Del 14 de febrero de 1973 al 18 de julio de 1994 fue eurodiputado por la Unión Demócrata Cristiana de Alemania, parte del Partido Popular Europeo y entre el 14 de enero de 1992 y el 18 de julio de 1994 presidente del Parlamento Europeo.
Entre 1963 y 1969 fue el máximo dirigente a nivel federal de Junge Union, las juventudes de la CDU/CSU. En 1965 trabajó brevemente coordinando la campaña electoral de Ludwig Erhard, y en ese mismo año, fue elegido para ocupar un escaño en el Bundestag, en el que estuvo presente hasta 1980.
Desde 1973 compaginó su escaño nacional con el europeo. En 1979 resultó elegido presidente del grupo parlamentario del Partido Popular Europeo, siendo elegido presidente del Parlamento Europeo en 1992, tras su fallida candidatura en 1982.
En 1994 abandonó su escaño, convirtiéndose en consejero de la empresa Deutsche Vermögensberatung.